# دائرة مقاومة ومكثف
دائرة مقاومة ومكثف (بالإنجليزية: Resistor-capacitor circuit أو RC Circuit أو RC Filter)‏ هي دائرة كهربائية تحتوي على مقاومات ومكثفات تعمل بالتيار المتردد. أبسط أنواع تلك الدوائر تحتوي على مقاومة واحدة ومكثف واحد. تستعمل كثيرا في الدوائر الكهربائية والإلكترونيات كمرشح. وتبين الصورة ثلاثة مقاومات مختلفة، وتدل مجموعة الحلقات الملونة المرسومة عليها على قيمتها بالأوم.

## مقدمة
توجد أساسا ثلاثة أنواع من الأجزاء التي تعمل كامنة وخطية في الدوائر الكهربية: المقاومة (R) والمكثف (C) والمستحث (L). ويمكن أن توصل هذه المكونات في تشكيلات: دائرة مقاومة ومكثف RC circuit ودائرة مقاومة ومستحث RL circuit ودائرة مستحث ومكثف LC circuit أو دائرة مقاومة ومستحث ومكثف RLC circuit. وتتبوء تلك الأنواع من الدوائر الكهربية مركزا مهما في الإلكترونيات التناظرية analog electronics. وهي تعمل على الأخص كمرشحات كامنة. هذه المقالة تتعلق بنوع دائرة المقاومة ومكثف. تعتمد تلك المقالة على معرفة سابقة بالخواص المركبة لمكونات تلك الدوائر، ومعرفة بالتيار الكهربائي المتردد وتمثيل الإشارات.

## الممانعة المركبة
تزيد المقاومة المكافئة لمكثف بزيادة الشحنة الكهربية المخزونة فيه. فإذا وصل المكثف بمصدر جهد متردد alternating current، فإن شحنة المكثف تتأرجح بنفس تردد جهد المصدر المتردد. وكلما زاد تردد الجهد كلما تجمعت شحنة أصغر على المكثف بسبب قصر زمن الطور، وبذلك تقل المقاومة المكافئة للمكثف. وهذا ما يفسر العلاقة العكسية بين المقاومة المكافئة للمكثف وتردد جهد المصدر.
المقاومة والمسماة الممانعة المركبة ZC بالأوم لمكثف ذو سعة C فاراد تساوي:
{\displaystyle Z_{C}={\frac {1}{sC}}}
ويكون التردد الزاوي s عددا مركبا:
{\displaystyle s\ =\ \sigma +j\omega }
حيث :
- j تمثل الجزء التخيلي:

{\displaystyle j^{2}=-1}
- {\displaystyle \sigma \ } ثابت التحلل للدالة الأسية للأساس e بالراديان/ثانية.
- {\displaystyle \omega \ } التردد الزاوي الجيبي sinusoidal angular frequency بوحدة راديان/ثانية.

## دائرة التوصيل على التوالي

دائرة مقاوم ومكثف بالتسلسل

باعتبار الدائرة موزع للجهد، نجد أن الجهد عبر المكثف يساوي:
{\displaystyle V_{C}(s)={\frac {1/Cs}{R+1/Cs}}V_{in}(s)={\frac {1}{1+RCs}}V_{in}(s)}
كما نجد الجهد عبر المقاومة:
{\displaystyle V_{R}(s)={\frac {R}{R+1/Cs}}V_{in}(s)={\frac {RCs}{1+RCs}}V_{in}(s)}.
ويكون التيار متساويا عبر الدائرة كلها حيث أنها موصّلة على التوالي:
{\displaystyle I(s)={\frac {V_{in}(s)}{R+1/Cs}}={Cs \over 1+RCs}V_{in}(s)}

## الاستجابة للإشارة
تمثل استجابة الدائرة للجهد الموصل بها في هيئة إشارة كهربية، استجابة المكثف والمقاومة.
استجابة المكثف للإشارة:
{\displaystyle h_{C}(t)={1 \over RC}e^{-t/RC}u(t)={1 \over \tau }e^{-t/\tau }u(t)}
{\displaystyle \tau \ =\ RC} ثابت زمني يعتمد على سعة المكثف ومقدار المقاومة.
ويُعطى ستجابة المقاومة للإشارة الكهربية:
{\displaystyle h_{R}(t)=\delta (t)-{1 \over RC}e^{-t/RC}u(t)=\delta (t)-{1 \over \tau }e^{-t/\tau }u(t)}
حيث تسمى δ(t) دالة دلتا لديراك.
الثابت الزمني {\displaystyle \tau } يحدد سرعة انهيار شحنة المكثف أو سرعة شحنه ويمكن التحكم في تلك السرعة بتغيير قيمة المقاومة أو سعة المكثف أو كلاهما معا.

## تغير شحنة المكثف مع الزمن
نفترض أن جهد الإشارة الداخلة:
{\displaystyle V_{in}=0} عند الزمن {\displaystyle t=0}
ثم تتغير وتصبح {\displaystyle V_{in}=V} :
{\displaystyle V_{in}(s)=V{\frac {1}{s}}}
أي أن Vin تتغير بتغير التردد الزاوي s (أنظر أعلاه)،
{\displaystyle V_{C}(s)=V{\frac {1}{1+sRC}}{\frac {1}{s}}}
وتكون:
{\displaystyle V_{R}(s)=V{\frac {sRC}{1+sRC}}{\frac {1}{s}}}.
وبتحليل تلك العلاقات نحصل على:
{\displaystyle \,\!V_{C}(t)=V\left(1-e^{-t/RC}\right)}
{\displaystyle \,\!V_{R}(t)=Ve^{-t/RC}}.

تزايد جهد المكثف مع الزمن.

تناقص جهد المقاومة مع الزمن.

تساعدنا تلك المعادلات على حساب الجهد عبر المكثف والمقاومة في وقت زيادة شحنة المكثف. وعند تفريغ المكثف ينعكس تغير المعادلات مع الزمن t. ويمكننا حساب الشحنة وتغيرها مع الزمن C=Q/V كما يمكننا حساب التيار وتغيره مع الزمن V=IR طبقا لقانون أوم.
يميل جهد المكثف لاتخاذ القيمة V بمرور الزمن، بينما يتجه جهد المقاومة نحو الصفر كما يبين المنحنيان. ويمكننا فهم ذلك أن المكثف تكتمل شحنته رويدا رويدا حتى تكتمل شحنته، عندئذ يقف التيار وتصبح الدائر مفتوحة.
تبين تلك المعادلات أن دائرة المقاومة ومكثف تتميز بثابت زمني يرمز له{\displaystyle \tau =RC} وهو الوقت الذي يزيد فيه الجهد عبر المكثف أوينخفض عبر المقاومة بنسبة {\displaystyle 1/e} من قيمته النهائية. أي أن {\displaystyle \tau } هو الوقت اللازم لكي تصل {\displaystyle V_{C}} إلى القيمة {\displaystyle V(1-1/e)}، وجهد المقاومة {\displaystyle V_{R}} لكي يصل إلى القيمة {\displaystyle V(1/e)}.
ومعدل تغير الشحنة هو نسبة {\displaystyle \left(1-{\frac {1}{e}}\right)} إلى {\displaystyle \tau }. وعلى ذلك عند تغير {\displaystyle t=N\tau } إلى {\displaystyle t=(N+1)\tau } يكون الجهد قد تغير بنسبة 63.2 % من قيمته النهائية {\displaystyle t=N\tau }. أي أن المكثف يكون قد وصل إلى 63.2 % من شحنته بعد زمن {\displaystyle \tau } ويصل إلى 99.3 % من شحنته النهائية بعد {\displaystyle 5\tau }. وعندما تُغلق الدائرة ويكون المكثف مشحونا تماما ينخفض الجهد عبر C طبقا للدالة الأسية e بالأس t من {\displaystyle V} إلى 0. وتتفرغ شحنة C إلى 36.8 % (=1/e) بعد مرور {\displaystyle \tau } وتقترب من التفريغ بنسبة 0.7 % بعد زمن {\displaystyle 5\tau }.
نلاحظ أن شدة التيار في تتغير في الدائرة {\displaystyle I} مثلما يتغير الجهد عبر المقاومة R وطبقا لقانون أوم.
كما يمكن الحصول على تلك النتائج عن طريق حل المعدلات التفاضلية التي تنطبق على الدائرة:
{\displaystyle {\frac {V_{in}-V_{C}}{R}}=C{\frac {dV_{C}}{dt}}}
كما أن:
{\displaystyle \,\!V_{R}=V_{in}-V_{C}}.
تُحل المعادلة الأولى باستخدام معامل تكامل ويتبعه حل المعادلة الثانية بسهولة. وتكون الحلول هي نفسها التي وصلنا لها هنا.

## اقرأ أيضا
- دائرة مقاومة وملف
- رنان ملف ومكثف
- ممانعة
- مقاومة
- تحويلة ستار دلتا
- توازن هجين